# 石川労働局

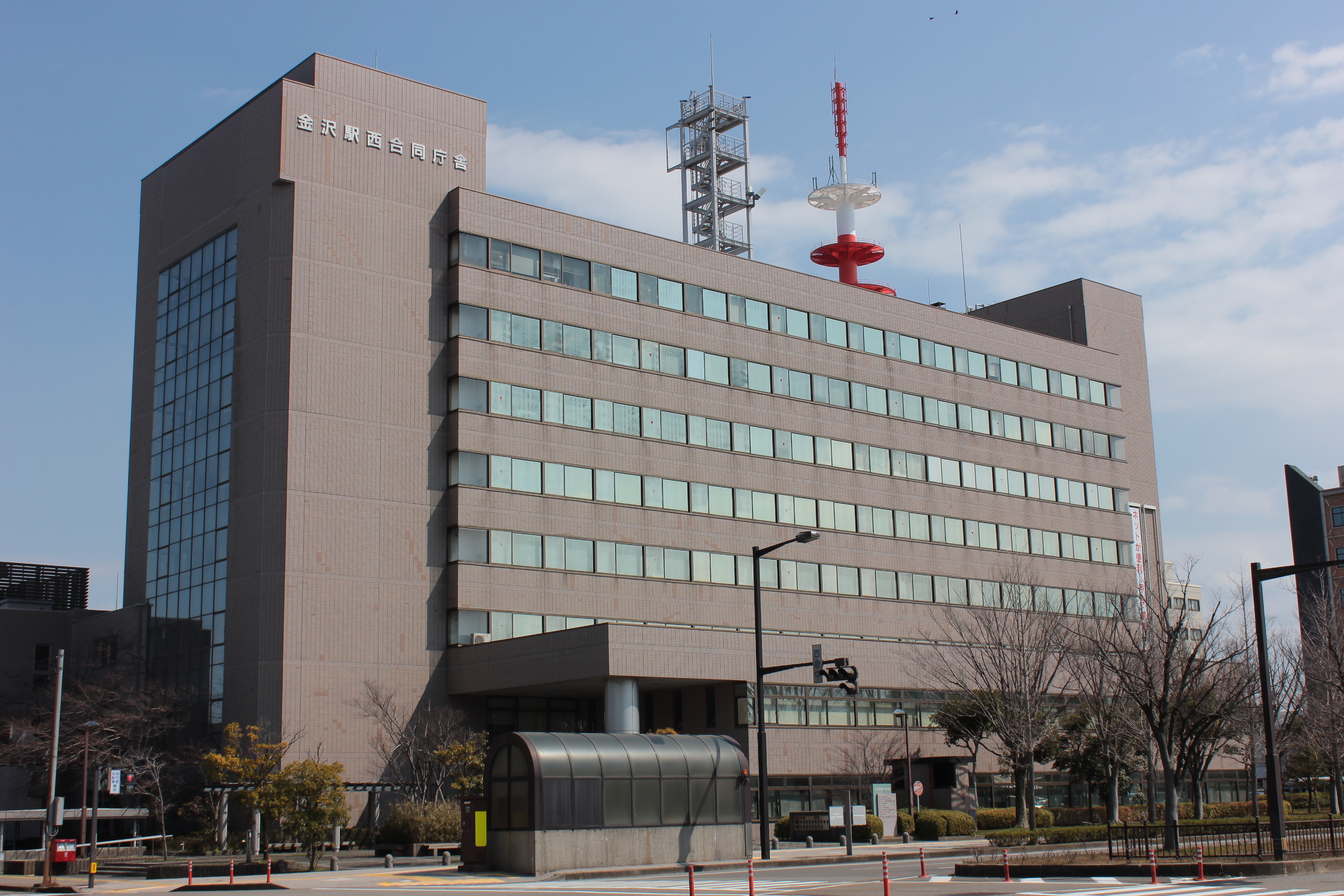
石川労働局が入る金沢駅西合同庁舎

石川労働局（いしかわろうどうきょく）は、石川県金沢市にある日本の都道府県労働局で、石川県を管轄している。

## 所在地
- 本局 石川県金沢市西念三丁目4-1 金沢駅西合同庁舎5階・6階

## 組織
局長
- 総務部
  - 総務課、企画室、労働保険徴収室
- 労働基準部
  - 監督課、健康安全課、賃金室、労災補償課
- 職業安定部
  - 職業安定課、職業対策課、求職者支援室、需給調整事業室
- 雇用均等室

## 出先機関
- 労働基準監督署（4署）
  - 金沢労働基準監督署（金沢市）
  - 小松労働基準監督署（小松市）
  - 七尾労働基準監督署（七尾市）
  - 穴水労働基準監督署（鳳珠郡穴水町）

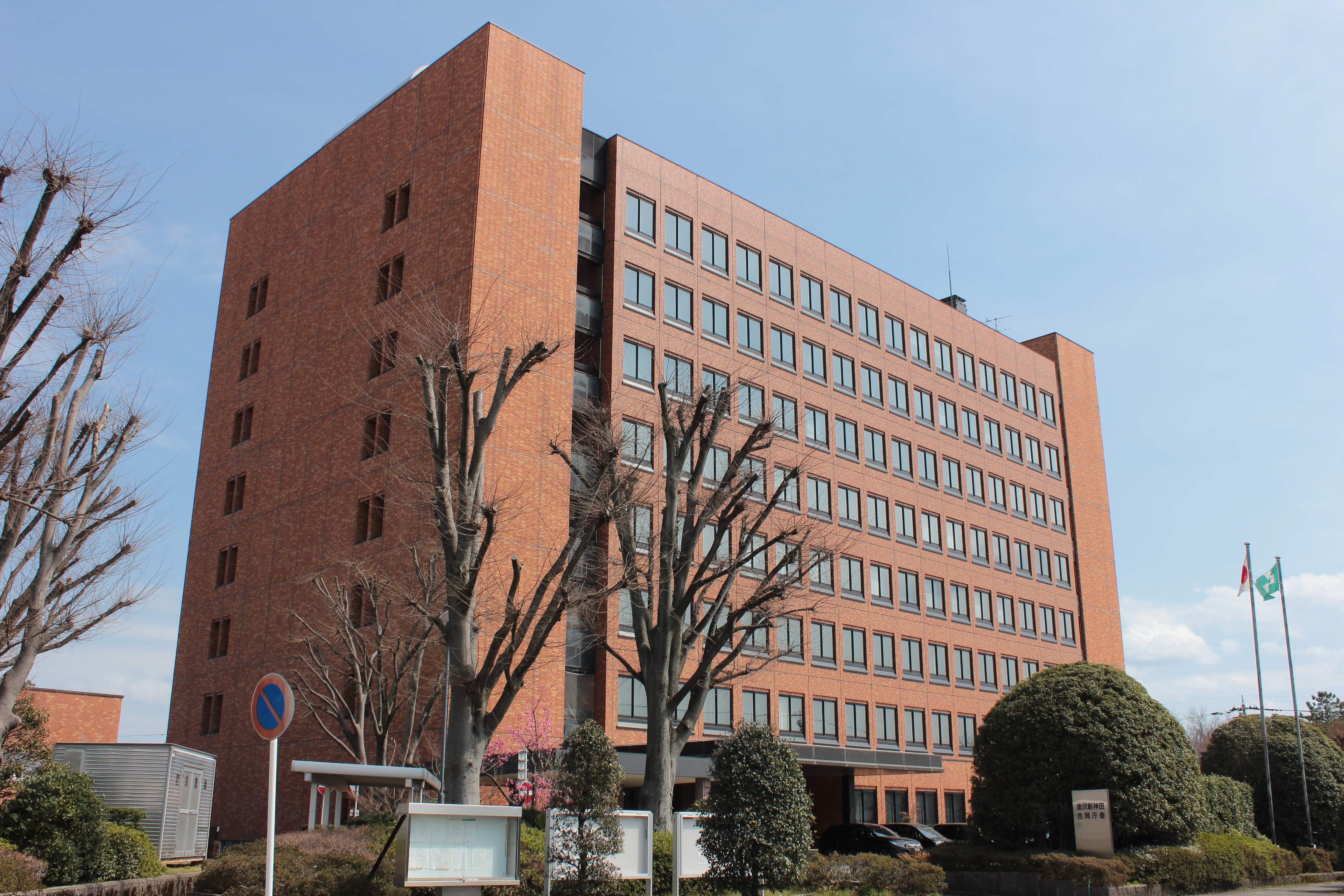
金沢労働基準監督署が入る金沢新神田合同庁舎

- 公共職業安定所（ハローワーク、6所2出張所1分室）
  - 金沢公共職業安定所（金沢市）
    - 津幡分室（河北郡津幡町）

  - 小松公共職業安定所（小松市）
  - 白山公共職業安定所（白山市）
  - 七尾公共職業安定所（七尾市）
    - 羽咋出張所（羽咋市）

  - 加賀公共職業安定所（加賀市）
  - 輪島公共職業安定所（輪島市）
    - 能登出張所（鳳珠郡能登町）

## 管轄
- 石川県全域